# Julia Butler Hansen

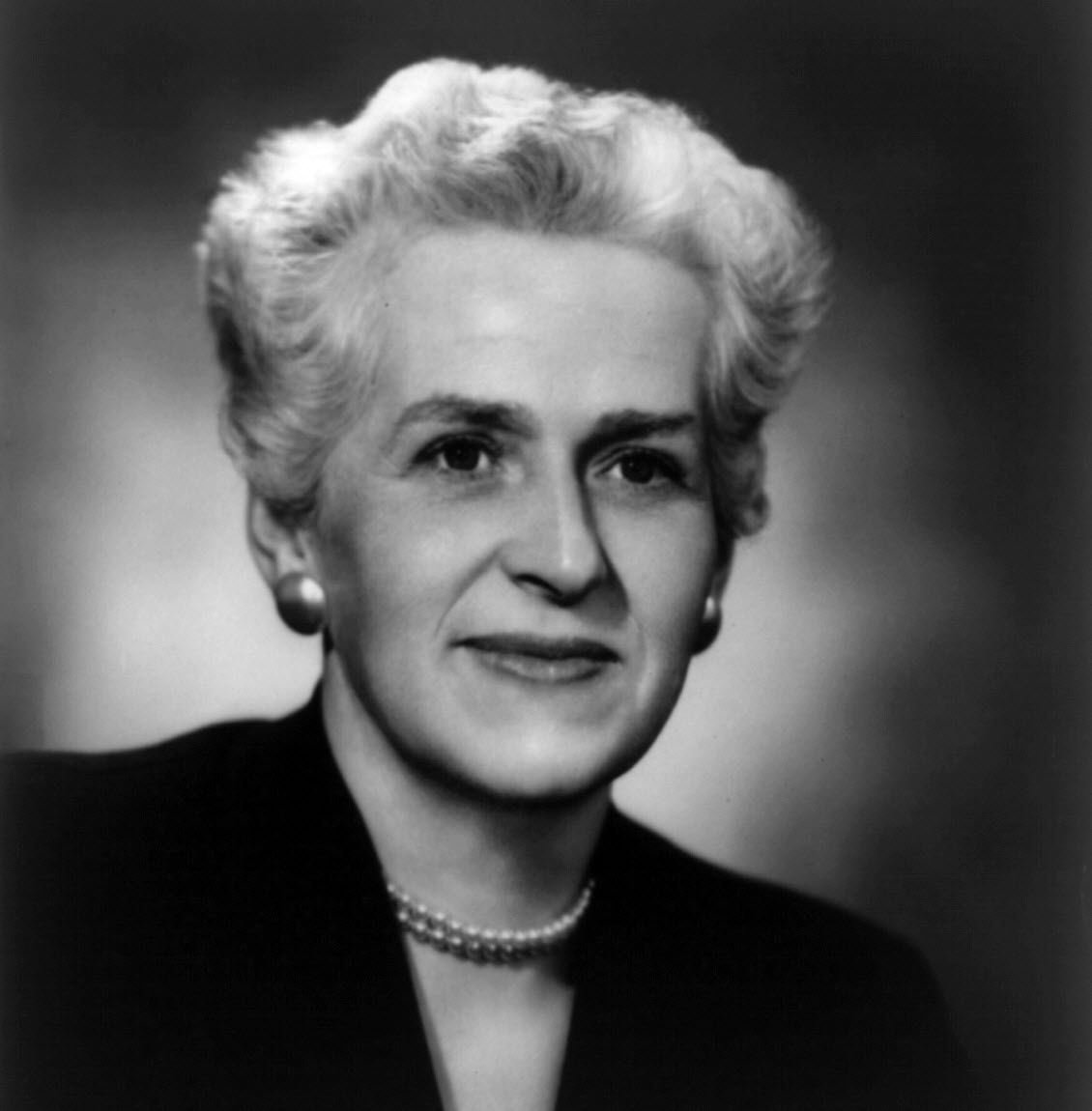
Julia Butler Hansen

Julia Butler Hansen (* 14. Juni 1907 in Portland, Oregon; † 3. Mai 1988 in Cathlamet, Washington) war eine US-amerikanische Politikerin. Zwischen 1960 und 1975 vertrat sie den Bundesstaat Washington im US-Repräsentantenhaus.

## Werdegang
Julia Carolina Butler, so ihr Geburtsname, besuchte öffentliche Schulen in den Bundesstaaten Washington und Oregon. Zwischen 1924 und 1926 absolvierte sie das Oregon State College. Danach studierte sie bis 1930 an der University of Washington in Seattle. Politisch wurde sie Mitglied der Demokratischen Partei. Zwischen 1938 und 1946 saß sie im Gemeinderat des Ortes Cathlamet; von 1951 bis 1961 leitete sie den für den Westen zuständigen innerstaatlichen Ausschuss, der sich mit den Fernstraßen befasste (Western Interstate Committee on Highway Policies). Zwischen 1958 und 1961 war sie als Managerin einer Versicherungsgesellschaft tätig.
Seit Januar 1939 bis zum November 1960 war Julia Hansen Abgeordnete im Repräsentantenhaus von Washington. Dabei fungierte sie zwischen 1955 und 1960 als Präsidentin des Hauses. Nach dem Tod von Russell V. Mack im März 1960 wurde sie bei der fälligen Nachwahl für das dritte Abgeordnetenmandat des Staates Washington als dessen Nachfolgerin in das US-Repräsentantenhaus in Washington, D.C. gewählt. Dort nahm sie ab dem 8. November 1960 ihren Sitz ein. Nachdem sie bei den folgenden sechs regulären Wahlen jeweils bestätigt wurde, konnte sie bis zum 31. Dezember 1974 im Kongress verbleiben. In dieser Zeit war sie zeitweise Mitglied im Haushaltsausschuss, im Bildungs-, Arbeits- und Veteranenausschuss sowie im Innenausschuss und im Ausschuss für insulare Angelegenheiten. Während ihrer Zeit im US-Repräsentantenhaus wurden der 23., der 24., der 25. und der 26. Verfassungszusatz verabschiedet. In diese Zeit fielen auch der Vietnamkrieg und die Watergate-Affäre.
Für die Wahlen des Jahres 1974 verzichtete Hansen auf eine erneute Kandidatur. Sie legte am 31. Dezember 1974, vier Tage vor dem regulären Ende der Legislaturperiode am 3. Januar 1975, ihr Mandat nieder. Zwischen 1975 und 1981 war sie Mitglied der Washington State Toll Bridge Authority, die die Mautgebühren für Brücken festlegte. Außerdem gehörte sie dem Autobahnausschuss ihres Heimatstaates an. Von 1979 bis 1981 war sie Vorsitzende der Verkehrskommission des Staates Washington. Julia Hansen war mit Henry Hansen, der in der Holzbranche arbeitete, verheiratet. Sie starb am 3. Mai 1988 in Cathlamet.
Zu ihren Ehren wurde 1990 auf Initiative der Verkehrskommission die 1988 überholte Straßenbrücke über den Columbia River zwischen Cathlamet und Puget Island in Julia Butler Hansen Bridge umbenannt.